# José Maria Sierra Fortuny
 (janvier 2011).
Si vous disposez d'ouvrages ou d'articles de référence ou si vous connaissez des sites web de qualité traitant du thème abordé ici, merci de compléter l'article en donnant les références utiles à sa vérifiabilité et en les liant à la section « Notes et références ».
Pour les articles homonymes, voir Sierra.
José Maria Sierra Fortuny, né le 18 juillet 1925 à Lérida en Espagne et mort le 6 mai 1998 à Paris 15e, est un guitariste classique espagnol.

## Biographie
José Maria Sierra Fortuny est le fils de Pablo et Magdalena Sierra. Il connaît une jeunesse douloureuse dans l'Espagne franquiste. Il assiste notamment à l'exécution des professeurs de son école, fusillés par des militaires sous les yeux des élèves.
Il décide de partir pour la France après avoir perdu sa première femme et ses deux enfants. En France, il se remarie et a un enfant avant que le couple se sépare. José Maria Sierra Fortuny va par la suite rencontrer sa dernière femme Claude Landy (née le 9 janvier 1941 à Issy-les-Moulineaux), avec laquelle il a trois enfants et dont il adopte la fille Dominique.
Il meurt en 1998 d'un cancer du poumon.

## Carrière musicale
José Maria Sierra Fortuny se passionne très vite pour la guitare qu'il apprend en Espagne. C'est elle qui lui permet de gagner sa vie à son arrivée en France. Il commence par faire des concerts mais, atteint de la maladie de Dupuytren à la main droite, il se consacre ensuite à une vie de professeur au conservatoire de Créteil, ainsi qu'aux conservatoires nationaux de région de Paris et de Boulogne-Billancourt.
Il a toujours eu la particularité de refuser de jouer avec les ongles : il a adopté la méthode Pujol en jouant avec la pulpe. Le son qui sort de la guitare est plus chaud, mais ne facilite pas la rapidité du jeu, même s'il réussissait lui-même à jouer rapidement.

## Œuvre
José Maria Sierra Fortuny a écrit Introduccio, Canco, Dansa, édités en 1975 par Max Eschig.
Il s'est aussi investi dans les transcriptions : 
- Jean-Sébastien Bach, Prélude de la première suite pour violoncelle solo, Editions Choudens (A.C.20.513), transposée en Ré Majeur
- Sylvius Leopold Weiss, Suite no 1 en mi majeur, Editions Choudens
- Sylvius Leopold Weiss, Suite en ré mineur, Editions Choudens
- Sylvius Leopold Weiss, Fantaisie pour le luth, Editions Choudens

## Témoignage[2]
"José Maria, semblait, à première vue, tout le contraire d'un garçon sérieux. En effet, il lui arrivait de “déconner” ferme, même quand il jouait du classique ! Je ne dis pas qu'il faisait cela au cours de concerts ”officiels”, en tout cas, il le faisait parfois à la Scala, où il était ”chez lui” !
Mais c'était aussi et surtout, un remarquable interprète qui avait une spécialité peu courante, car il jouait avec la pulpe des doigts (méthode Pujol) et non pas avec les ongles. Ce qui donnait à la guitare une sonorité tout à fait particulière. Aujourd'hui, on dirait “soft”, ou “veloutée”, ce qui ne l'empêchait pas d'avoir un jeu très dynamique et puissant. Il était capable de tout jouer, y compris le flamenco, qu'il ressentait profondément dans sa culture et ses origines. Mais son truc, c'était la musique classique et surtout les compositeurs espagnols, plus récents !
Avec la “bande du club plein vent“, Roger Delvoye, Jörgen Klatt, Ramon Cueto, et d'autres, José Maria venait, après le concert, se détendre en improvisant, sur sa guitare des facéties musicales incroyables, qu'il renouvelait constamment, à se demander où il allait chercher tout ça ! Ses élèves, car il était aussi professeur, venaient souvent faire le bœuf avec des chanteurs ou des musicos de variété ou de jazz, ce qui était une bonne façon d'élargir leur horizon musical !
Il arrivait, qu'après la fermeture de la Scala, José invite une bonne partie des habitués dans sa vieille et belle maison, à l'ouest de Paris, où la réception durait, parfois, jusqu'à l'aube !
On peut dire que, grâce à José Maria, personnage marquant de la Scala, celle-ci vécut des soirées mémorables où se mêlaient humour, chaleur, virtuosité et joie de vivre ! "